# Kingdom of the Planet of the Apes
Kingdom of the Planet of the Apes (titulada El reino del planeta de los simios en España y El planeta de los simios: nuevo reino en Hispanoamérica) es una película de acción y ciencia ficción estadounidense dirigida por Wes Ball a partir de un guion de Josh Friedman, Rick Jaffa, Amanda Silver y Patrick Aison; y producida por Joe Hartwick Jr., Rick Jaffa, Amanda Silver y Jason Reed. Producida y distribuida por 20th Century Studios, es la secuela de War for the Planet of the Apes (2017) y la cuarta entrega desde el reinicio de la saga con Rise of the Planet of the Apes. Está protagonizada por Owen Teague en el papel principal junto a Freya Allan, Peter Macon, Eka Darville y Kevin Durand.
El desarrollo de la película comenzó en 2019, después de la adquisición de Fox por parte de Disney, con Ball adjunto como director. Gran parte del guion se escribió durante la pandemia de COVID-19, y el casting comenzó en junio de 2022 después de la finalización del guion. Teague fue elegido para el papel principal en agosto, y el título de la película y el reparto adicional se revelaron en los meses siguientes. La filmación comenzó en octubre en Sídney y terminó en febrero de 2023.
Kingdom of the Planet of the Apes se estrenó en los Estados Unidos el 10 de mayo de 2024.

## Sinopsis
300 años después de los eventos de War for the Planet of the Apes (2017), en el que la tribu del fallecido César logra finalmente derrotar al ya extinto Alfa-Omega, han surgido muchos clanes de simios en el oasis al que César condujo a sus compañeros simios. Además, el virus conocido como ALZ-113 logró infectar a todos los humanos supervivientes que antes eran inmunes al virus, e hizo que la humanidad retrocediera a un estado salvaje, volviendo a la edad primitiva o de piedra; asimismo, la naturaleza se apoderó de nuevo de todo lo que el ser humano alguna vez construyó. Los simios se han convertido en la especie dominante y establecen numerosos clanes. Noa es un  chimpancé de un clan de simios orientado hacia las águilas, cuyo padre Koro es el líder de su aldea. Noa expresa un profundo deseo de enorgullecer a su padre mientras se prepara para una ceremonia de mayoría de edad recolectando con éxito huevos de águila con sus amigos Anaya y Soona. Sin embargo, un carroñero humano rompe sin darse cuenta el huevo de Noa en una breve pelea, lo que resulta en un viaje de regreso a la ciudad para encontrar un huevo de reemplazo. Esa noche, descubre a miembros de un clan rebelde que sirve a Proximus Caesar, un bonobo tiránico monarca simio que lidera con una versión retorcida de las enseñanzas originales del César. Después de que el grupo descubre el caballo de Noa, lo utilizan para localizar a su clan. Cuando Noa regresa a casa, todo el pueblo está en llamas. Mientras intenta salvar a su padre Koro del fuego, el general de Proximus, Sylva un gorila, mata a Koro en nombre de César, justo antes de que Noa quede inconsciente.
Noa se despierta y descubre que su familia y su clan han sido secuestrados. Noa entierra el cuerpo de su padre y se aventura a traer a su familia de regreso al hogar que les corresponde. En los restos de una terminal en LAX, se encuentra con un orangután llamado Raka, quien le cuenta a Noa sobre las verdaderas enseñanzas de moralidad, compasión y misericordia de César. Se dan cuenta de que el mismo carroñero humano de antes está cerca. Raka le ofrece comida y una manta, y la llama Nova. Durante su viaje, se encuentran con otros carroñeros  humanos, que viajan en manadas en un río donde hay una manada de cebras, como lo hacían antes los animales salvajes. El clan de Proximus ataca repentinamente a los humanos, lo que hace que Noa cambie de opinión y rescate a Nova, quien, para sorpresa de Raka y Noa, revela que puede hablar y que tiene un nombre real: Mae. Ella le dice a Noa adónde llevó Proximus a su clan, creyendo que se instaló cerca de un viejo búnker humano.
De camino al asentamiento, son emboscados por los matones de Proximus liderados por Sylva mientras intentaban cruzar un puente sobre un río. En la pelea que siguió, Raka acude en ayuda de Mae, pero se ahoga cuando es arrastrado por la corriente después de que Sylva corta la cuerda a la que Raka se había aferrado. Noa y Mae son llevadas al campamento de Proximus, donde se reúne con Soona, Anaya y su madre. Proximus se revela e invita a Noa a cenar con Mae y Trevathan, un humano que se ha aliado con los simios. Él cree que Noa es útil y exige saber cuál es el plan de Mae, y le advierte a Noa que solo quiere beneficiarse ella misma.
Noa contempla cómo el águila de su padre permanece cerca, creyendo que se está burlando de él. Al recordar lo que Raka le enseñó sobre César, Noa comprende y acepta que la ley de Proximus está equivocada, cuando el águila finalmente llega a él. Se enfrenta a Mae y exige saber la verdad a cambio de su ayuda. Mae revela que conoce una entrada secreta al búnker y que está buscando un libro que pueda devolverle el habla a la humanidad. Noa espera destruir el búnker después de esto y llevar a su clan de regreso a casa. 
Noa, Mae, Soona y Anaya plantan pólvora y explosivos alrededor de la presa. Trevathan interrumpe y planea advertir a Proximus, solo para ser asesinado por Mae. Posteriormente, el grupo se dirige a la entrada oculta. Mae descubre una reserva de armas y recupera su "libro", que en realidad es una clave de descifrado. Mientras tanto, los simios descubren en el búnker viejos libros ilustrados que representan a los humanos como la especie que alguna vez fue dominante.
Mientras salen del búnker, el grupo se encuentra con Proximus, quien amenaza con matar a Soona, pero Mae dispara y mata al simio que tiene a Soona como rehén. Proximus acepta dejar escapar a Noa si les dice dónde están las otras armas. No dispuesta a darles más poder a los simios, Mae activa los explosivos alrededor de la presa, destruyéndola e inundando el búnker. Mientras los simios suben, Noa se encuentra con Sylva y es perseguido por este. Noa sube por un pequeño hueco en las tuberías, dejando a Sylva atrapado y ahogado, vengando tanto a Koro como a Raka en el proceso. Cuando Noa logra salir, Proximus lo ataca y este lo golpea brutalmente con la intención de matarlo. Mientras Proximus exige que Noa se arrodille ante él, Noa finalmente domina las canciones de su padre y anima a su clan a convocar a las águilas para atacar a Proximus, provocando que caiga y muera.
Mientras el clan regresa a casa y se reconstruye, Mae armada y todavía lista se despide de Noa. Ella explica que ella destruyó el búnker para evitar que los simios accedieran a sus armas. Noa y Mae se preguntan si los simios y los humanos pueden coexistir pacíficamente, dadas sus disparidades, y Noa le da el medallón de Raka. Mae se dirige a una base humana de comunicación satelital, donde entrega la clave de descifrado, lo que permite a su grupo reactivar los satélites y establecer contacto con éxito con otros humanos inteligentes en todo el mundo. Noa lleva a Soona al ahora desaparecido Observatorio Griffith y ambos simios se maravillan ante la expansión del universo, después de mirar las estrellas a través del telescopio del Observatorio.

## Reparto

### Simios
- Owen Teague como Noa, un joven cazador chimpancé nacido generaciones después de la época de César,[5][6]y heredero de su clan de simios liderado por su padre Koro.
- Kevin Durand como Proximus Caesar, un ambicioso y despiadado monarca Bonobo que lidera un clan costero de simios en busca de tecnología humana.[7]
- Peter Macon como Raka, un orangután de Borneo sabio y virtuoso que se convierte en aliado de Noa.
- Lydia Peckham como Soona, una joven chimpancé y el interés amoroso de Noa.
- Travis Jeffery como Anaya, un joven chimpancé macho y el mejor amigo de Noa.[8]
- Sara Wiseman como Dar, la madre chimpancé de Noa.
- Neil Sandilands como Koro, el padre chimpancé de Noa y líder del clan de simios cetreros.
- Eka Darville como Sylva, un gorila de espalda plateada y comandante leal del ejército de Proximus.[9]
- Ras-Samuel como Lightning, un chimpancé soldado del ejército de Proximus.

Karin Konoval hace un breve cameo en un prólogo de flashback inicial como Maurice de la película anterior.

### Humanos
- Freya Allan como Mae/Nova, una joven salvaje que se une a Noa en su viaje mientras tiene sus propios objetivos.[10]Noa y Raka le dan el nombre "Nova", una referencia al personaje del mismo nombre de War for the Planet of the Apes, los cuales eran una referencia a la película original.
- William H. Macy como Trevathan, un humano oportunista que le enseña historia humana a Proximus Caesar.[11]
- Dichen Lachman como Korina, una mujer en la base del satélite humano.

## Producción

### Desarrollo
En octubre de 2016, el director de Dawn of the Planet of the Apes (2014) y War for the Planet of the Apes (2017), Matt Reeves, dijo que tenía ideas para una cuarta película en la serie reinicio de El planeta de los simios. A mediados de 2017, cuando se estrenó War, Reeves y el coguionista Mark Bomback expresaron un mayor interés en las secuelas. Reeves dijo que el personaje de Steve Zahn, Bad Ape, estableció un mundo de primates "mucho más grande" que el grupo de simios de César, y agregó que hay simios "que crecieron sin el beneficio del liderazgo de César" y sugirió que el conflicto se produciría. si los simios de César se encontraran con tales forasteros. Bomback sintió que "probablemente solo quedaba un gran capítulo más por contar", explicando cómo César "llegó a ser esta figura de Moisés en el mundo de los monos". Sugirió que otros cineastas podrían trabajar en la secuela y que podría tener lugar cientos de años después de War. Pese a ello, aclaró que no ha habido conversaciones sobre una posible secuela, expresando su deseo de "tomar un respiro y dejar que las cosas descansen un poco". En abril de 2019, luego de la adquisición de 20th Century Fox, Disney anunció que se estaban desarrollando más películas de Planet of the Apes. En agosto, se confirmó que las futuras entregas estarían ambientadas en el mismo universo establecido por primera vez en Rise of the Planet of the Apes (2011). En diciembre, se anunció que Wes Ball escribiría y dirigiría la película, después de haber trabajado previamente con Reeves en una película de Mouse Guard. Después de que Disney cancelara esa película después de la fusión, Disney se acercó a Ball para desarrollar una nueva película de El planeta de los simios.
En febrero de 2020, Ball confirmó que la película no sería un reinicio, sino que narraría el "legado de César". Joe Hartwick Jr. y David Starke también fueron confirmados como productores. En abril, se anunció que Peter Chernin, quien produjo las entregas anteriores a través de Chernin Entertainment, se desempeñaría como productor ejecutivo. La película es una de las últimas películas de la compañía antes de que deje 20th Century Studios para Netflix. Al mes siguiente, se reveló que Josh Friedman coescribiría el guion con Ball, y que Rick Jaffa y Amanda Silver volverían a producir la película después de hacerlo en las entregas anteriores. Ball y Friedman discutían el guion a través de videollamadas de Zoom, una rutina que continuó cuando comenzó la pandemia de COVID-19. En lugar de una secuela directa de War, Ball afirmó que la película se sentiría más como una continuación de las películas anteriores y comentó que la película podría comenzar la producción virtual pronto a pesar de la pandemia debido al hecho de que gran parte de la película contenía imágenes generadas por computadora (CGI). En marzo de 2022, el presidente de 20th Century Studios, Steve Asbell, declaró que esperaba un borrador de guion en breve, con el objetivo de que la producción comenzara a finales de año. Para junio, Oddball Entertainment y Shinbone Productions también estaban listos para producir la película, Mientras la búsqueda de la estrella principal estaba en marcha tras la finalización del guion el mes anterior. Se reveló que el título de la película era Kingdom of the Planet of the Apes en septiembre de 2022, y se reveló que la película tendría lugar muchos años después de los eventos de War. Jaffa, Silver y Patrick Aison se unieron al equipo de redacción, y Ball ya no aparece como guionista. Jason Reed y Jenno Topping también fueron anunciados como productor y productor ejecutivo, respectivamente, mientras que ya no se esperaba que Starke sirviera como productor.
Ball afirmó que la película se desarrolló durante la "Edad Oscura", donde los simios redescubren elementos perdidos del pasado en "esta gran aventura"; la película tiene lugar 300 años después de la muerte de César. Sintió que la protagonista Noa no era ni una niña ni una adulta, sino una figura situada en circunstancias "extraordinarias" y que vivía en una tribu de simios nómadas. Teague también afirmó que Noa no tiene una autopercepción de identidad, pero se inspiró en el legado y el mensaje de César de "los simios juntos, fuertes". Comparó al antagonista, Proximus, con el del inventor Thomas Edison, quien había redescubierto la electricidad , un conocimiento perdido durante la Edad Media. Durand sintió que el nombre Proximus Caesar era un título autoproclamado, ya que su objetivo era garantizar la prosperidad continua de los simios a pesar de subvertir las enseñanzas originales de César.  Tuvo la idea de cambiar el marco temporal después de inspirarse en la película Apocalypto (2006), ya que le había brindado la oportunidad de seguir una "trayectoria completamente nueva". Hartwick Jr. declaró que la película se centraba en Noa explorando el mundo por primera vez.

### Casting
En agosto de 2022, Owen Teague se unió al elenco de la película en el papel principal de captura de movimiento. Al mes siguiente, Freya Allan y Peter Macon se unieron al elenco con el anuncio del título de la película y el año de estreno, al igual que Eka Darville y Kevin Durand en octubre. Travis Jeffery, Neil Sandilands, Sara Wiseman, Lydia Peckham y Ras-Samuel Weld A'abzgi se agregaron al elenco más tarde ese mes, mientras que William H. Macy y Dichen Lachman fueron elegidos en enero y febrero de 2023, respectivamente.

### Rodaje
La fotografía principal comenzó en octubre de 2022 en Disney Studios Australia en Sídney, con financiación proporcionada parcialmente por el gobierno australiano, bajo el título provisional Forbidden Zone. El rodaje concluyó el 15 de febrero de 2023.Ball agregó que la filmación se realizó principalmente en exteriores junto con el uso de tecnología de captura de movimiento.

### Postproducción y efectos visuales
Erik Winquist se desempeñó como supervisor de efectos visuales, con proveedores como Wētā FX, que anteriormente había trabajado en las tres películas anteriores de reinicio de Planet of the Apes.  Ball declaró que la película no utilizó la tecnología The Volume, que se había empleado anteriormente para The Mandalorian, centrándose en filmar en locaciones y usando CG completo. Continuó comparando el CG de la película con el de la franquicia Avatar de James Cameron.  El equipo utilizó técnicas de su película anterior Avatar: The Way of Water (2022) cuando trabajaba en una secuencia de acción que involucraba una caza humana que tenía lugar en los ríos. Esto se debió a que se requería que los modelos CG de simios basados en actuaciones de captura de movimiento parecieran realistas al interactuar con el agua.

## Estreno
Kingdom of the Planet of the Apes se estrenó el 10 de mayo de 2024 en los Estados Unidos tanto en cines convencionales como en IMAX, Dolby Cinema, 4DX y ScreenX.  Anteriormente estaba programada para el 24 de mayo de ese año, pero se reprogramó dos semanas antes para evitar la competencia con Furiosa: A Mad Max Saga y The Garfield Movie durante el fin de semana del Memorial Day.

## Futuro
En junio de 2022, se informó que Disney y 20th Century Studios estaban satisfechos con el guion de la película y esperaban que lanzara una nueva trilogía de entregas de El planeta de los simios. Ball confirmó esto en diciembre de 2023, explicando que la película había sido concebida como el comienzo de una trilogía que "encaja en el legado de" las tres películas anteriores. En octubre del 2024 el presidente Steve Asbell de 20th Century anunció que una nueva película de la saga está en desarrollo para un estreno tentativo en 2027.